# Walter Ullrich (Schauspieler)
Walter Ullrich (* 29. Januar 1931 in Mönchengladbach; † 22. November 2024) war ein deutscher Schauspieler, Theaterregisseur und Theaterintendant.

## Werdegang
Walter Ullrich wurde am Ende der Zeit der Weimarer Republik in Mönchengladbach als Kind einer Theaterfamilie geboren und spielte bereits seine erste Rolle im Alter von drei Jahren in dem Stück Madame Butterfly. Nach einem Volontariat am Theater in Halberstadt im Alter von 15 Jahren begann er seine Laufbahn als Schauspieler und Regisseur. Er spielte ab den 1960er Jahren in zahlreichen Fernseh- und Kinofilmen und führte Regie an verschiedenen deutschen Theatern, zuletzt wirkte er als Intendant beim Neuwieder Schlosstheater und dem Kleinen Theater im Park in Bad Godesberg. In Bad Godesberg arbeitete er zum Beispiel mit Lilian Harvey in Agatha Christies Spinnennetz zusammen.

## Filmografie (Auswahl)
- 1969: Das Ekel (Fernsehfilm)
- 1975: Wodka Bitter-Lemon (Tatort, Fernsehserie)
- 1975: Der Geheimnisträger
- 1975/78: Lady Dracula
- 1976: Die Elixiere des Teufels
- 1976: Rosemaries Tochter
- 1977: Schulbus 13 (13 Folgen, Fernsehserie)
- 1978: Ein Mann will nach oben (eine Folge, Fernsehserie)
- 1979: Steiner – Das Eiserne Kreuz (2. Teil)
- 1979: Ekstase – Der Prozeß gegen die Satansmädchen
- 1981: Kenn' ich, weiß ich, war ich schon! (Fernsehfilm)
- 1981: Gyges und sein Ring (Regie, Theateraufzeichnung)
- 1981: Der Fall Maurizius (Fernseh-Mehrteiler)
- 1982: Manni, der Libero (7 Folgen, Fernsehserie)
- 1994: Hallo, Onkel Doc! (eine Folge, Fernsehserie)
- 1998–2000: Verbotene Liebe (5 Folgen, Fernsehserie)

## Ehrungen
- 2019 Verdienstorden des Landes Rheinland-Pfalz[4]

## Schriften
- Das war's – 85 Jahre auf der Bühne, Kid Verlag, Bonn 2021, ISBN 978-3-947759-78-1